# Radiotelevizija Slovenija
Radiotelevizija Slovenija (skraćeno RTV Slovenija) je javna i neprofitna slovenska radijska  i televizijska ustanova, sa sjedištem u Ljubljani.  Kao datum osnivanja uzima se 1. rujna 1928. godine, kada je osnovan Slovenski radio (tada Radio Ljubljana).

## Radio
1. rujna 1928. godine, Radio Ljubljana počinje s eksperimentalnim emitiranjem. A do 28. listopada iste godine, počinju emitirati po radio programu. 11. travnja 1941. godine uništen je odašiljač u Domžalama od strane njemačkog ratnog zrakoplovstva. A po talijanskoj okupaciji Ljubljane radio preuzima talijanska kompanija EIAR. Radijska postaja Ljubljana se je ponovno oglasila na kraju Drugog svjetskog rata pod nazivom Radio svobodna Ljubljana (Radio slobodna Ljubljana) a 9. svibnja 1945. preimenovana je u Radio Slovenija.

### Radijske postaje
RTV Slovenija upravlja s tri nacionalne i četiri regionalne radio postaje. Nacionalne postaje imaju sjedište u Ljubljani i emitiraju program na slovenskom jeziku.  I radio signalom pokrivaju cijelu državu.
- 1. program Radia Slovenija
- Val 202 (drugi program)
- ARS (treći program)

Regionalne radio postaje imaju sjedišta u regionalnim RTV centrima i emitiraju program na slovenskom jeziku i jeziku manjina. Dostupne su samo u određenim regijama.
- Radio Koper (sjedište u Kopru; program na slovenskom jeziku; dostupna na Primorskem)
- Radio Capodistria (sjedište u Kopru; program na talijanskom jeziku; dostopna na Primorskem, u Furlaniji i Istri)
- Radio Maribor (sjedište u Mariboru; program na slovenskom jeziku; dostopna u sjeveroistočnoj Sloveniji)
- MMR - Pomurski madžarski radio (sjedište u Lendavi (dio mariborskega centra); program na madžarskom jeziku; dostopna u Prekmurju)

## Televizija
1. travnja 1948. godine osnovan je TV laboratorij u Ljubljani, a 28. studenog 1958. godine počinje s radom redovna postaja koja je bila zajednička za cijelu Jugoslaviju. 1960. godine rade prvo Eurovizijsko emitiranje skijaških skokova s Planice. 15. travnja 1968. prvi put emitiraju informativnu emisiju Dnevnik na slovenskom jeziku.
1971. godine počinje s emitiranjem TV Koper/Capodistria na slovenskom i talijanskom jeziku. To je prva dvojezična televizijska postaja u Sloveniji. 1984. uvodi se teletekst kao stalni TV servis, a 1989. godine Radio Ljubljana počinje emitirati RDS signal.

### Televizijske postaje
RTV Slovenija upravlja s tri nacionalne i dvije regionalne televizijske postaje koje su po novom zakonu vidljive u cijeloj Sloveniji.
- TV SLO 1
- TV SLO 2
- TV SLO 3
- TV Koper/Capodistria  (sjedište u Kopru; program na slovenskom i talijanskom jeziku)
- TV Maribor (sjedište u Mariboru; program na slovenskom jeziku)

## Vanjske poveznice
- RTV Slovenija
- DVB-T portal APEK  Arhivirana inačica izvorne stranice od 15. prosinca 2012. (Wayback Machine)
- DVB-T portal RTV Slovenija